# Karl Truppe
Karl Truppe (* 9. Februar 1887 in Ebenthal in Kärnten; † 22. Februar 1959 in Viktring) war ein österreichischer Maler und Hochschullehrer. Er porträtierte u. a.  Kaiser Karl I. von Österreich und Adolf Hitler.

## Leben
Truppe wurde als Sohn eines Dorfschullehrers geboren. Er kam früh mit dem Viktringer Künstlerkreis in Berührung; Ludwig Willroider war der erste Künstler, der den jungen Truppe in die Malerei einführte.
Nach der Matura ging Truppe 1905 nach Wien und studierte bis 1913 Jahre an der Akademie der bildenden Künste. Für seine letzte Akademiearbeit erhielt er im Jahr 1914 den Rompreis. Zusätzlich zum Kunststudium pflegte er das Cellospiel, dem er sein Leben lang treu blieb. Der Erste Weltkrieg verschlug ihn als Offizier nach Galizien, wo er sich als Kriegsmaler betätigte. Er war dem k.u.k. Kriegspressequartier des österreichisch-ungarischen Armeeoberkommandos zugeteilt und zeichnete Kriegsszenen. Einige Generäle und sogar Kaiser Karl ließen sich von ihm porträtieren. Im Jahr 1928 ließ sich der tschechoslowakische Staatspräsident Tomáš Garrigue Masaryk von ihm porträtieren.
Von 1917 bis 1937 lebte Truppe in Brünn und verbrachte meist die Sommerferien in Viktring, wo sein Vater ein Atelier für seinen Sohn eingerichtet hatte.
Eine Einladung in die Vereinigten Staaten eröffnete Truppe 1931 neue Perspektiven. Porträtaufträge führten ihn nach New York und Chicago. In deutschen Städten folgten zahlreiche Ausstellungen.
Unter den nationalsozialistischen Machthabern stand Truppe in hohem Ansehen. Er war von 1939 bis 1944 auf allen Großen Deutschen Kunstausstellungen in München vertreten. 1942 zeigte er dort ein Porträt Hitlers („Führerbildnis“), das der Leibfotograf und Vertraute Hitlers Heinrich Hoffmann in einem Sonderheft der Zeitschrift Kunst dem Volk zum Geburtstag Hitlers 1943 publizierte. Hitler erwarb 1941 „Sinnenfreude“ und „Einkehr“ und 1942 „Bacchus und Ariadne“ und „Vita victrix“. Hoffmann kaufte 1939 „Rückenakt“ und dessen Münchner Verlag 1942 „Mutterhände“.
1938 erhielt Truppe eine Berufung als Professor für bildende Kunst an die Kunstakademie in Dresden. In dieser Schaffensphase porträtierte er Hitler (Der Führer, 1943) und malte zahlreiche Bilder im Geschmack der Zeit. Am 3. August 1938 hatte er die Aufnahme in die NSDAP beantragt und wurde zum 1. Februar 1940 aufgenommen (Mitgliedsnummer 7.441.576), allerdings verließ er die Partei spätestens zum 3. März 1943 wieder.
1942 malte Truppe sich selbst mit dem Tod als Schachpartner. Sein Œuvre umfasst auch Stillleben, Akte, Landschaften und Bilder mit mythologischen Darstellungen oder volkstümlichem Gehalt. Signiert wurde in Rot. Manches erinnerte an Rembrandt, wie etwa die Heilige Familie von 1937. Man schätzte seine Akte in Öl, wie etwa Meine beiden Modelle von 1938 oder Sein und Vergehen, das zu seinen bekanntesten Werken zählt. Dazwischen schuf er immer wieder Porträts und Selbstbildnisse.
1944 kehrte Truppe nach Viktring zurück. Nach der Zeit des Nationalsozialismus geriet er weitgehend in Vergessenheit, doch 1951 ließ sich Ex-Innenminister Vinzenz Schumy und später der Landeshauptmann von Kärnten, Ferdinand Wedenig, von ihm porträtieren. Truppe gründete eine Gesellschaft der Kunstfreunde sowie eine Mal- und Zeichenschule und unterrichtete zu Beginn der 1950er Jahre an der Volkshochschule in Klagenfurt. Nachdem bereits zwei Schlaganfälle sein künstlerisches Wirken zum Erliegen gebracht hatte, verstarb er 1959.
1964 überließ die Witwe des Malers dem Bezirksheimatmuseum in Spittal an der Drau eine größere Auswahl von Bildern aus dem Nachlass für eine ständige Präsentation in den Schauräumen des Schlosses Porcia.
Über 500 Porträts sind im Laufe seines langen Lebens entstanden. Als Zeitgenosse des Nötscher Kreises und eines Herbert Boeckl hatte es Truppe nicht immer leicht: Seine Kunst wurde vielfach als anachronistisch empfunden, seine der Zeit nachhinkende Malweise fand bei den Kunsthistorikern keine Anerkennung. Truppe stand im Schatten von Wiegele, Anton Kolig, Clementschitsch und Boeckl. Truppe wird heute besonders als Meister des Genres und des Stilllebens geschätzt.